# Phantom Navigator
Phantom Navigator è un album di Wayne Shorter, pubblicato dalla Columbia Records nel 1987.
Il disco era stato registrato a Los Angeles (California) l'anno prima.

## Tracce
Lato A
1. Condition Red – 5:08 (Wayne Shorter)
2. Mahogany Bird – 6:10 (Wayne Shorter)
3. Remote Control – 7:55 (Wayne Shorter)

Lato B
1. Yamanja – 6:28 (Wayne Shorter)
2. Forbidden, Plan-it! – 6:09 (Wayne Shorter)
3. Flagships – 6:35 (Wayne Shorter)

## Musicisti
- Wayne Shorter  - sassofono tenore, sassofono soprano (brani : A1, A3, B2 & B3)
- Wayne Shorter  - sassofono soprano (brano : A2)
- Wayne Shorter  - sassofono soprano, lyricon
- Mitchel Forman - sintetizzatore (brano : A1)
- Stu Goldberg  - sintetizzatore (brani : A2, B1, B2 & B3)
- Jeff Bova  - sintetizzatore (brani : A3)
- Jim Beard  - sintetizzatore (brani : A3 & B2)
- Mitchel Forman  - tastiere, pianoforte (brani : B1 & B3)
- Stu Goldberg  - tastiere (brano : A3)
- Chick Corea  - pianoforte (brano : A2)
- Gary Willis  - basso (brano : A1)
- Gary Willis  - basso elettrico (brano : A2)
- John Patitucci  - basso acustico (brano : A2)
- John Patitucci  - basso (brani : B1 & B2)
- Alphonso Johnson  - basso (brano : A3)
- Tom Brechtlein - batteria (brano : A1)
- John Patitucci  - batteria (brano : A3)
- Bill Summers  - percussioni (brano : A2)
- Jimmy Bralower - batteria, percussion programs (brano : A3)
- Scott Roberts  - percussioni (brani : A2 & B3)
- Bill Summers  - percussioni, drum programming (brani : B1 & B2)
- Scott Roberts  - percussioni, drum programming (brani : B1 & B2)
- Ana Maria Shorter  - voce (brano : B1)
- Gregor Goldberg  - voce (brano : B3)